# Mexico International 1974
Die Mexico International 1974 im Badminton (auch bekannt als X. Mexican Open) fanden vom 28. November bis zum 1. Dezember 1974 in Mexiko-Stadt statt.

## Finalergebnisse
| Disziplin    | Sieger                             | Finalist                                | Ergebnis          |
| ------------ | ---------------------------------- | --------------------------------------- | ----------------- |
| Herreneinzel | Paul Whetnall                      | Roy Díaz González                       | 15-7, 5-15, 15-9  |
| Dameneinzel  | Madalene Steinbroner               | Carlene Starkey                         | 7-11, 11-3, 11-6  |
| Herrendoppel | Roy Díaz González Jorge Palazuelos | Paul Whetnall Victor Jaramillo          | 15-11, 15-11      |
| Damendoppel  | Carlene Starkey Maryanne Breckell  | Madalene Steinbroner Josefina de Tinoco | 15-8, 15-5        |
| Mixed        | Paul Whetnall Carlene Starkey      | Yves Paré Maryanne Breckell             | 11-15, 15-9, 15-4 |